# Сероголовая летучая лисица
Сероголовая летучая лисица (лат. Pteropus poliocephalus) — вид млекопитающих из семейства крылановых отряда рукокрылых. Вид был описан голландским зоологом Конрадом Якобом Темминком в 1825 году. Этот вид обитает на материковой части Австралии вместе с тремя другими представителями рода Pteropus: австралийской летучей лисицей P. scapulatus, очковой летучей лисицей P. conspicillatus и Бавеанской летучей лисицей P. alecto. Сероголовая летучая лисица — самое крупное рукокрылое в Австралии. 

## Ареал
Сероголовые летучие лисицы являются эндемиком восточной Австралии, где распространены от юго-востока Квинсленда через восточный Новый Южный Уэльс до Виктории. В последние годы произошло сокращение северной протяженности ареала (на 500 км за последние 100 лет) и увеличение численности на юге с увеличением постоянных колоний. 
В южной части своего ареала она обитает в более экстремальных широтах, чем любой другой вид Pteropus.

## Статус
По состоянию на 2021 год этот вид занесён в список уязвимых видов МСОП.